# プレスパ湖
プレスパ湖（Prespa）は、バルカン半島のギリシャ、アルバニア、マケドニアの三国にまたがる2つの淡水湖の総称。総面積のうち190平方キロがマケドニア領、84.8平方キロがギリシャ領、38.8平方キロがアルバニア領となっている。海抜は853mで、地殻変動で生じた湖としてはバルカン半島で最高である。
このうち大プレスパ湖（マケドニア語: Големо Преспанско езеро、ギリシア語: Μεγάλη Πρέσπα、アルバニア語: Prespa e Madhe）は三国で、小プレスパ湖（Мало Преспанско езеро、、Prespa e Vogël）はギリシャ（流域面積138平方キロ、面積43.5平方キロ）とアルバニア（流域面積51平方キロ、面積3.9平方キロ）で分け合っている。
10世紀、ブルガリア皇帝サムイルは小プレスパ湖のギリシャ側にあるアイオス・アキリオス島に砦と聖アキリウス教会を建てた。大プレスパ湖のマケドニア側にはゴレム・グラッド島（「大きな町」の意）、アルバニア側にはマリグラッド島（「小さな町」の意）があり、後者には14世紀に聖ペトルの修道院が建てられたが現在では双方とも無人島となっている。
湖の西部にはサタ山がある。大プレスパ湖の西10kmにあるオフリド湖とは標高差が150mもあるため、大プレスパ湖から流れ出た水は初めカルスト台地の地中を通り、湧水となってオフリド湖にそそぐ。
両プレスパ湖のギリシャ側は長年、軍事機密エリアに指定されていたため人口が希薄であった。ギリシャ独立戦争では激戦が交わされ、大半の住民は生活の困窮と政治権力から最終的に移住を余儀なくされた。1970年代まで発展も滞っていたが、近年は観光業を推し進めている。
小プレスパ湖と周辺には水生植物の群落、ヨシ原と草地、湖の周辺にはオリエンタルシデの落葉樹林、ビャクシン属の低木林およびクサビャクシン、ギリシャビャクシンの常緑針葉樹林があり、ニシハイイロペリカン、モモイロペリカン、コビトウなどの260種以上の鳥類が生息している。その豊かな生態系から、2000年には国境を越えた自然公園が設けられ、各国でも計4つの国立公園ができた。3カ国の3つの水域は1975年、1995年と2013年にラムサール条約湿地に、2014年に近隣のオフリド湖と共に生物圏保護区に登録されている。
沿岸で最大の町はマケドニアのレセンであり、湖畔にはエゼラニなどの村がある。

## ギャラリー

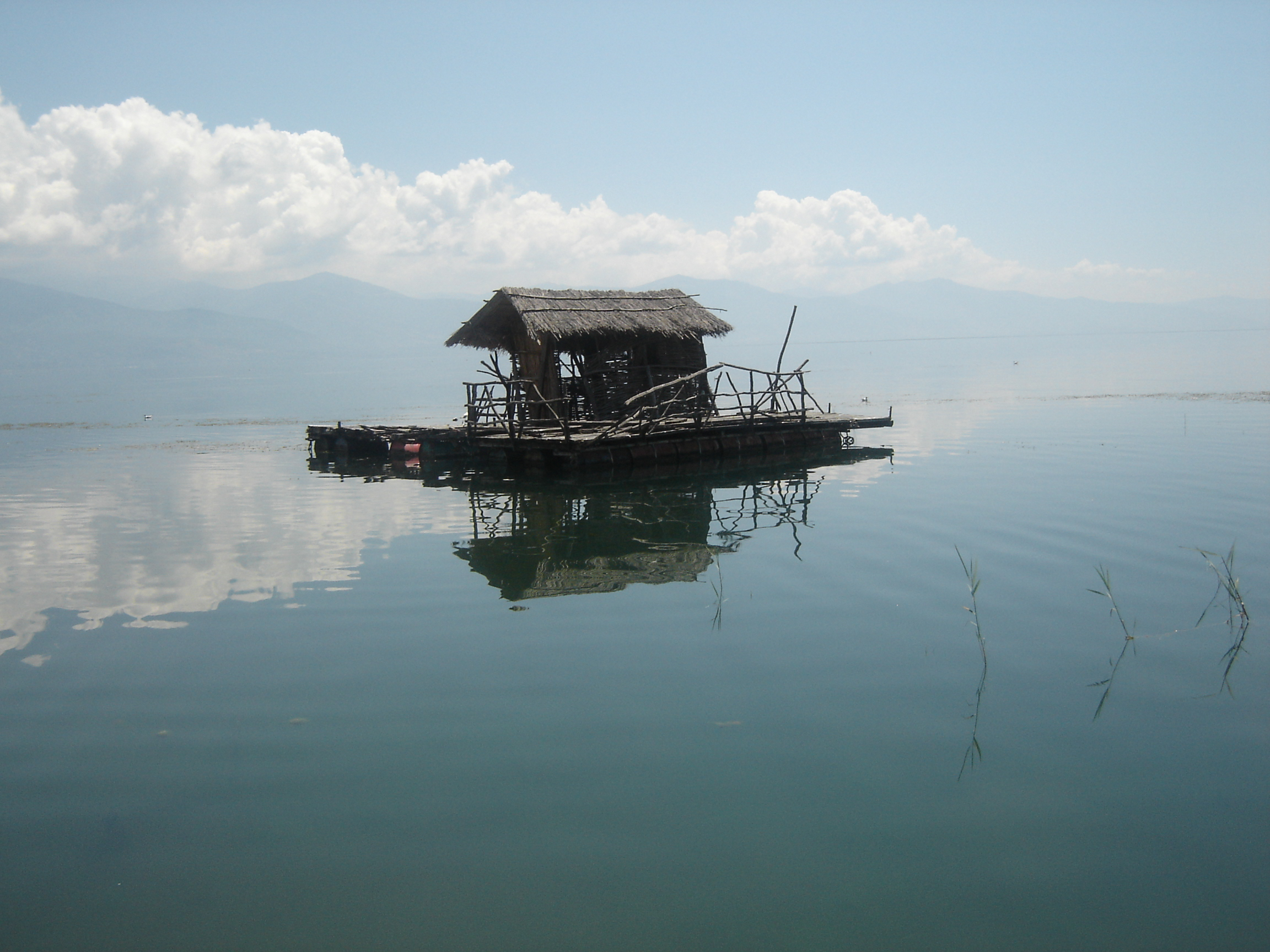
マケドニア、オテシェヴォの漁師小屋
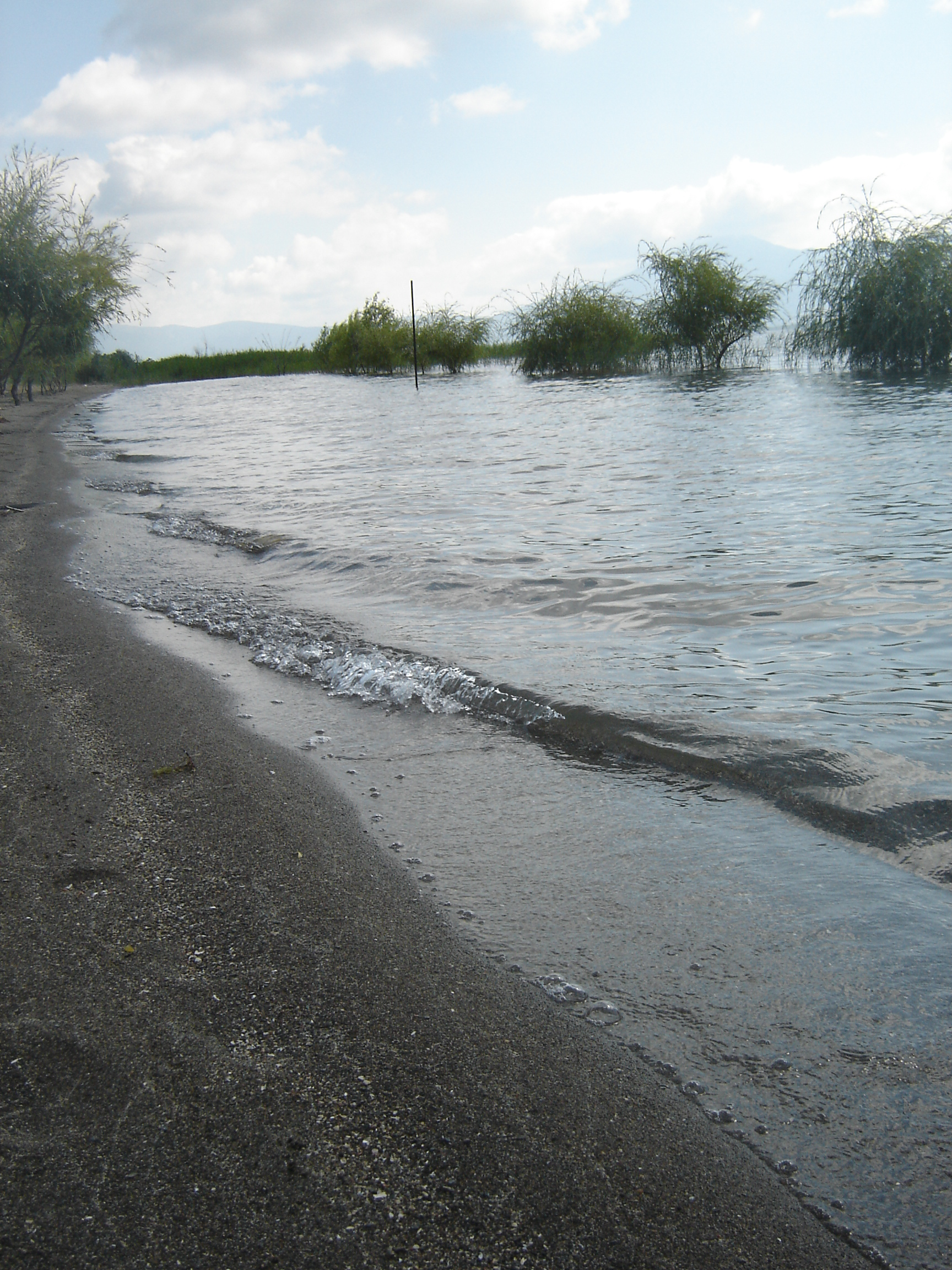
オテシェヴォ沿岸
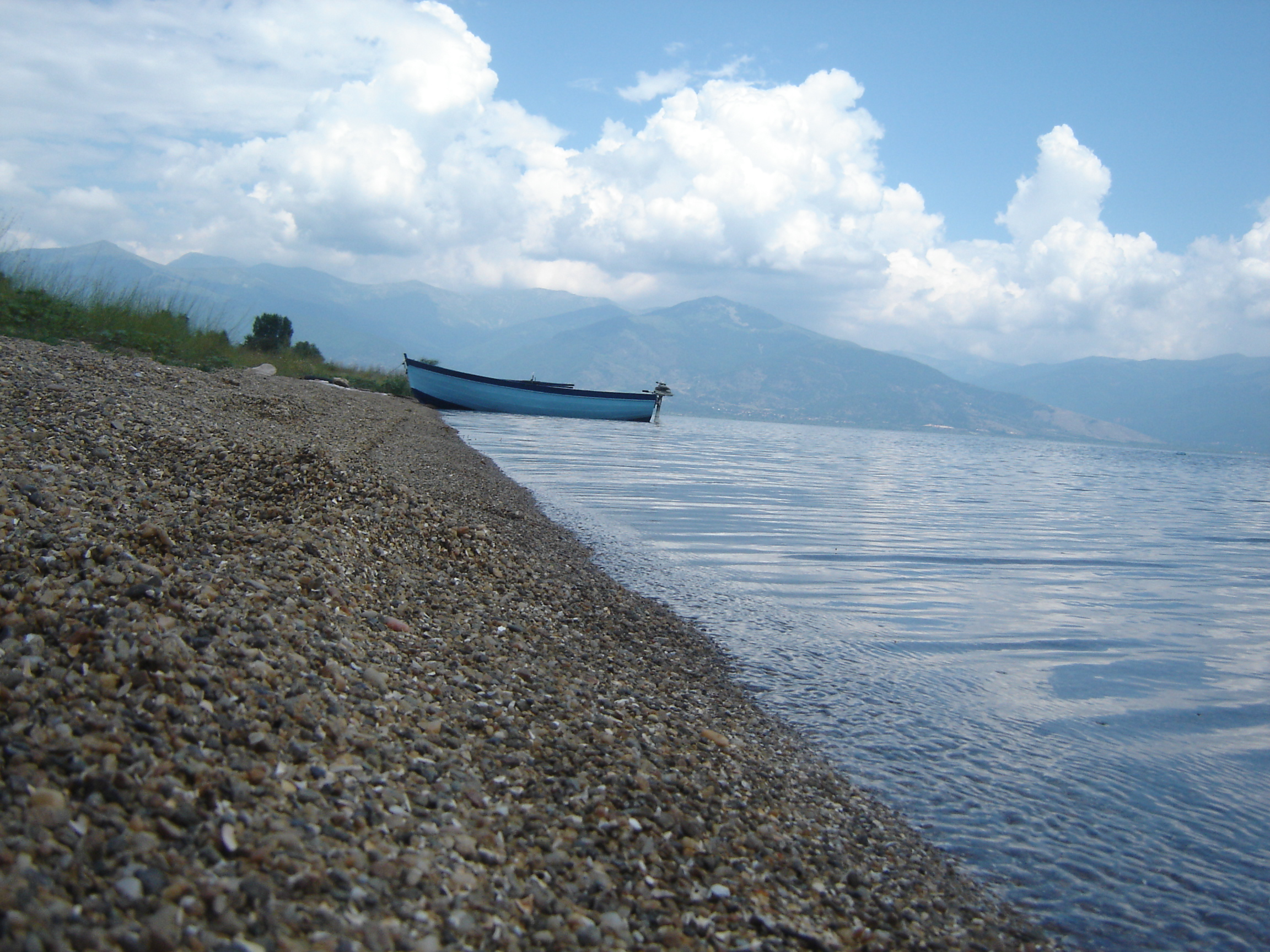
マケドニア、コニスコ沿岸
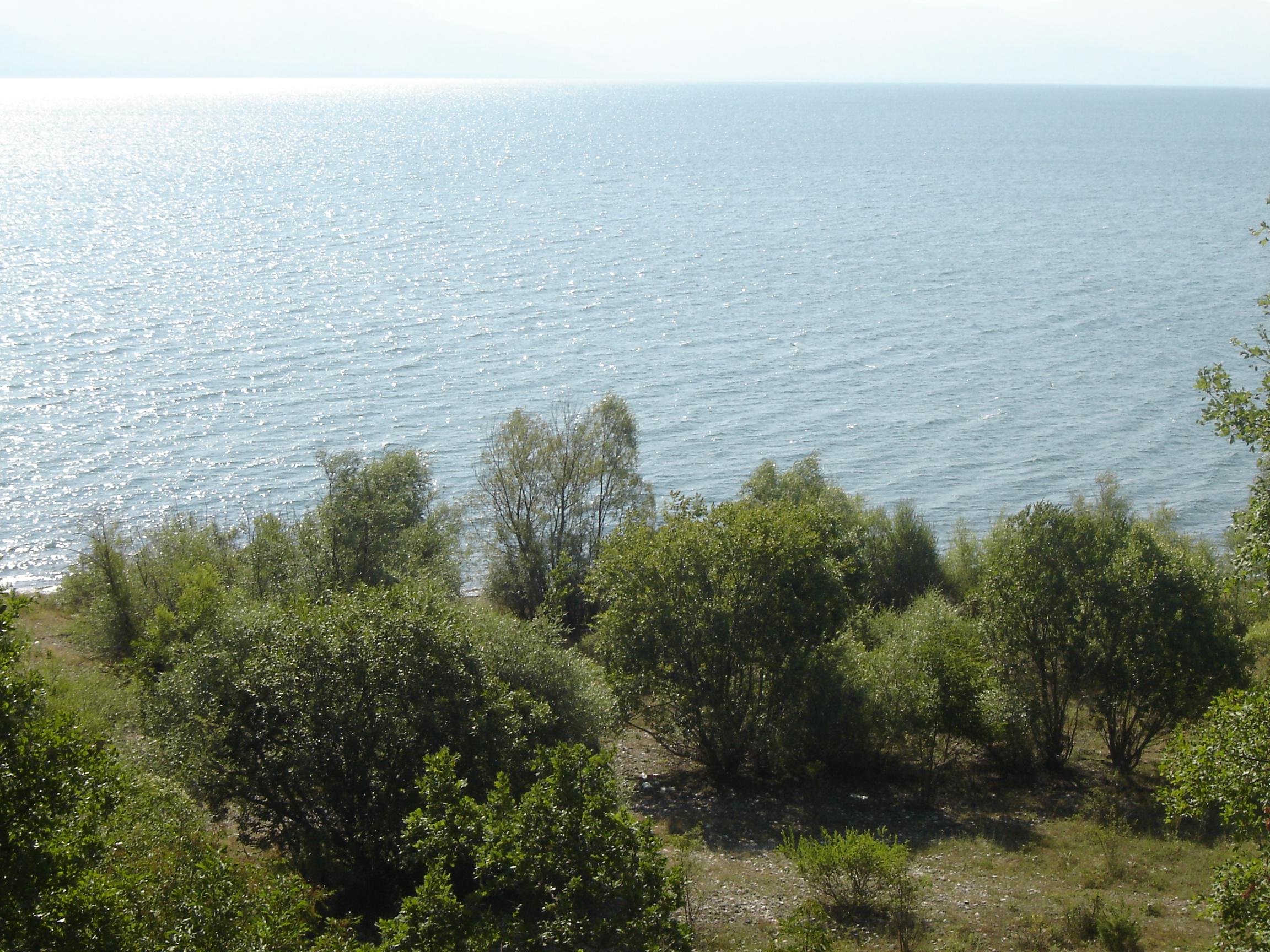
マケドニアのオテシェヴォ＝ステニェ間
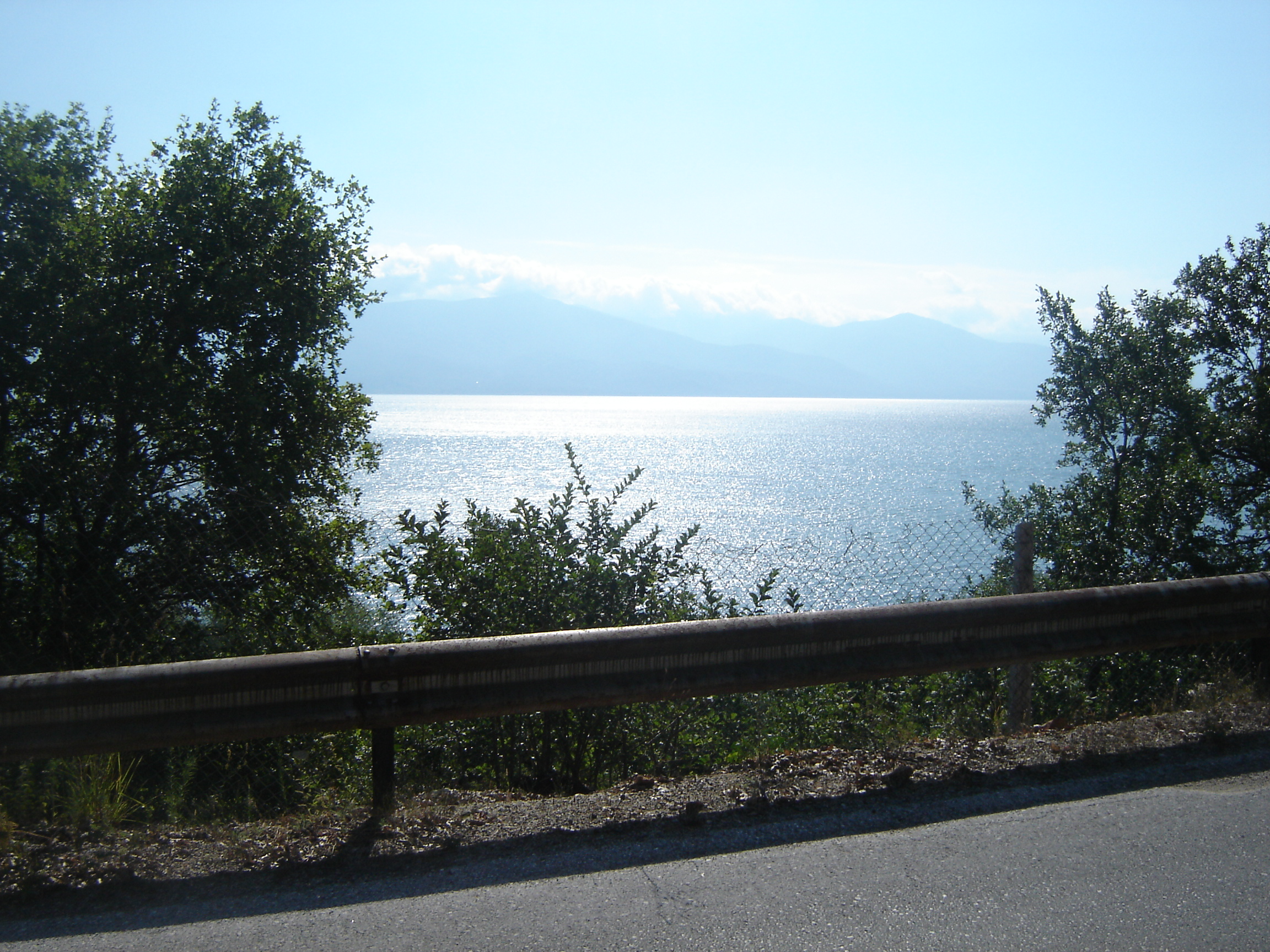
オテシェヴォ＝ステニェ間からの眺め
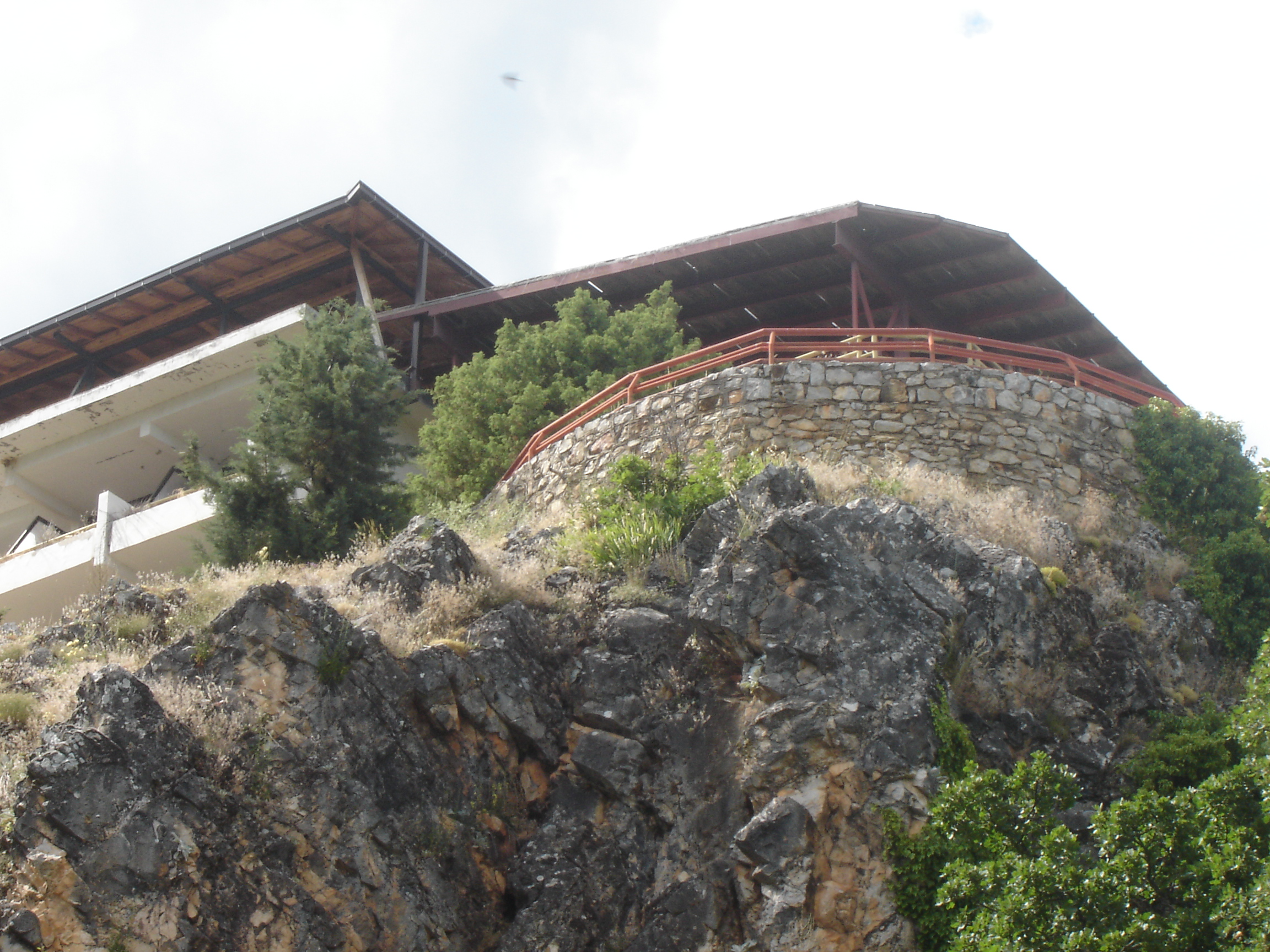
湖岸の旅館
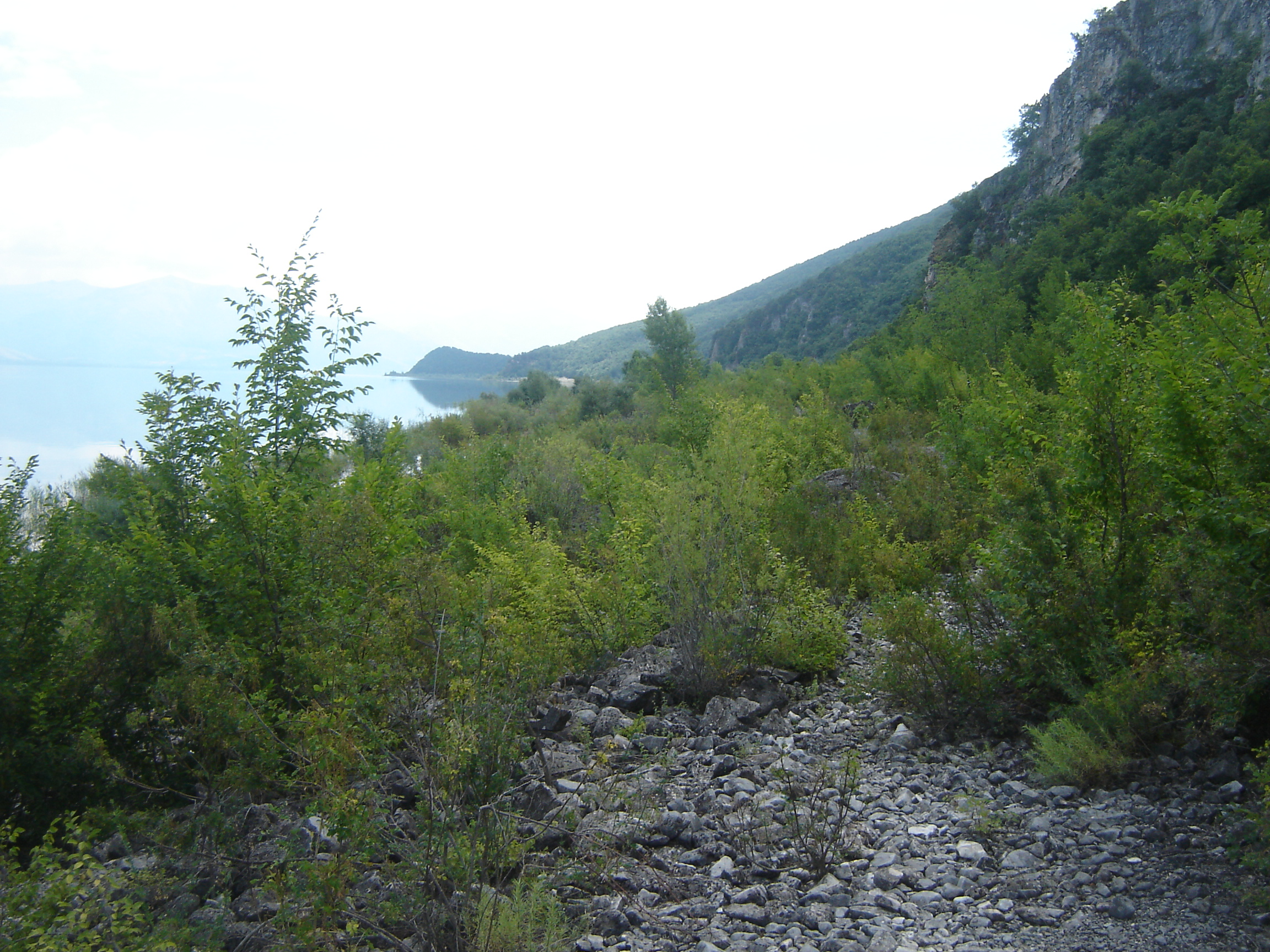
南部のステニェ＝コニスコ間
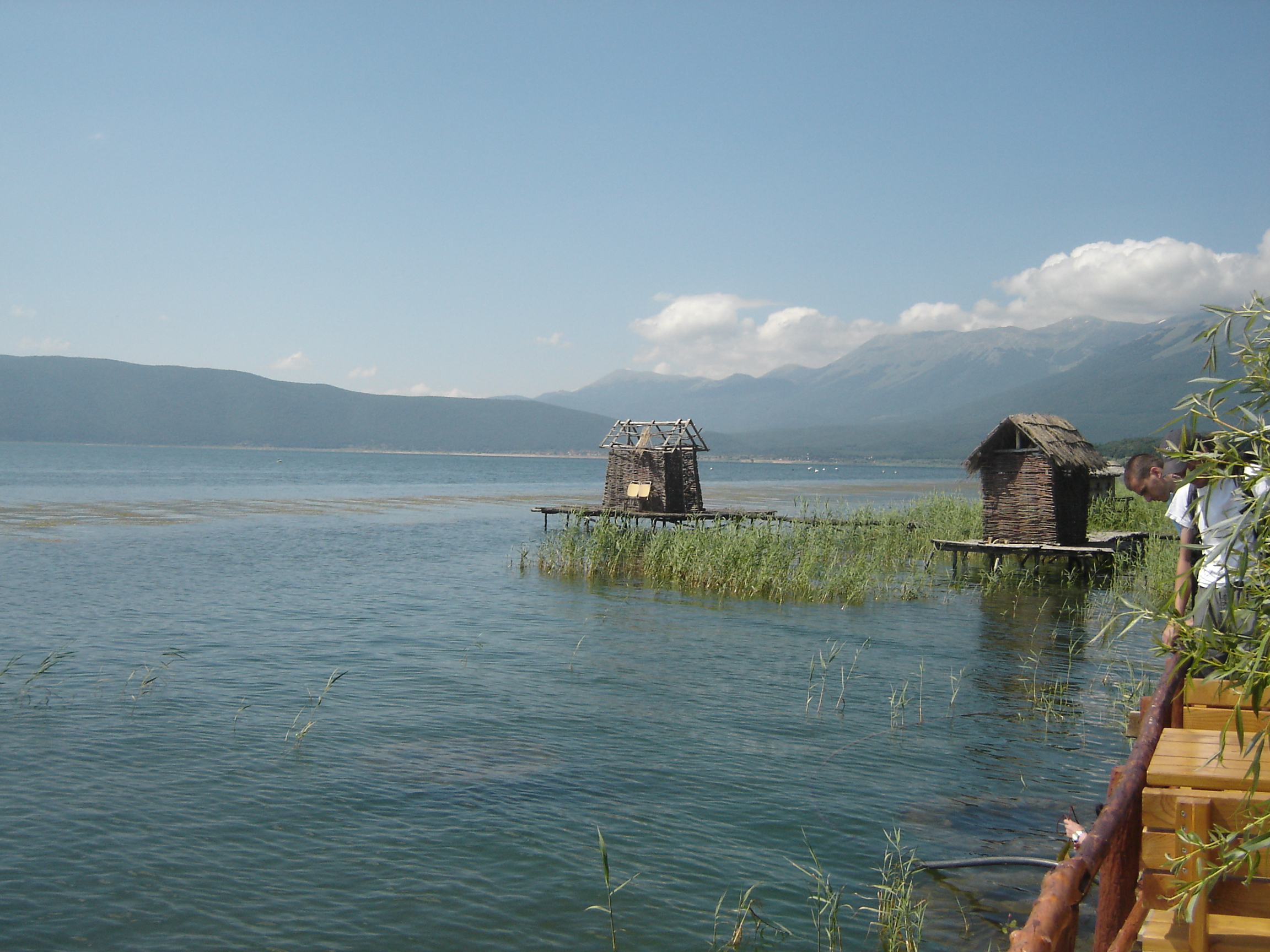
漁師小屋
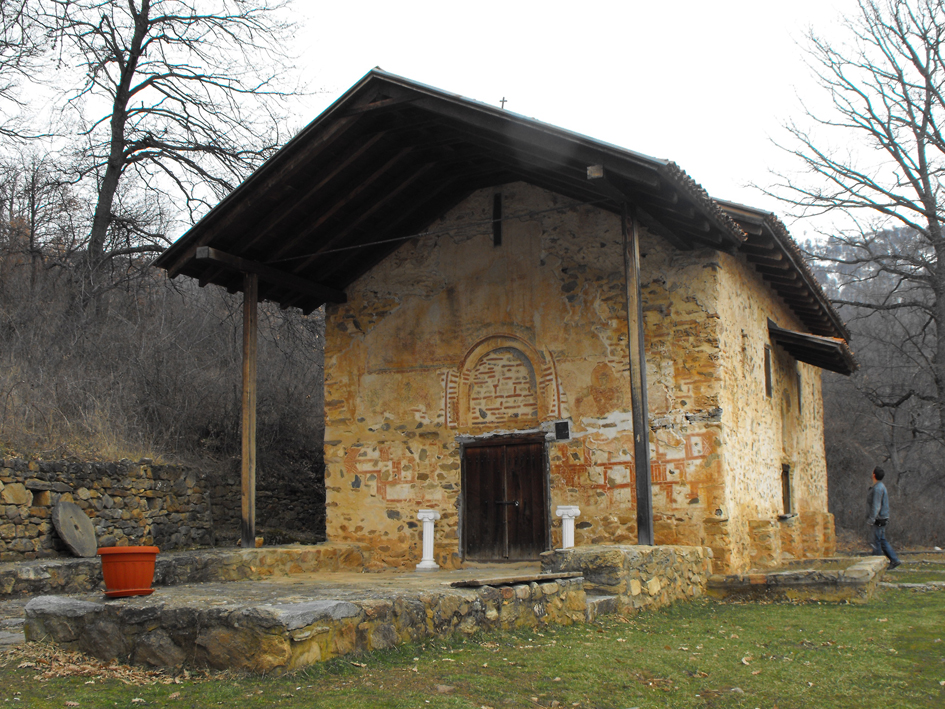
クルビノヴォの聖ゲオルギオス聖堂（en:Church of St. George, Kurbinovo、北緯40度59分7.0秒 東経21度4分6.0秒 / 北緯40.985278度 東経21.068333度）